# Brommella hellenensis
Brommella hellenensis is een spinnensoort uit de familie Cicurinidae. 
De wetenschappelijke naam van de soort werd voor het eerst geldig gepubliceerd in 1995 door Jörg Wunderlich.